# Iddinshall
Iddinshall – wieś w Anglii, w hrabstwie ceremonialnym Cheshire, w dystrykcie (unitary authority) Cheshire West and Chester. Leży 14 km na wschód od miasta Chester i 254 km na północny zachód od Londynu. W 2001 miejscowość liczyła 42 mieszkańców.